# نارا (محافظة)
محافظة نارا (باليابانية: 奈良県) هي محافظة في منطقة كانساي، في جزيرة هونشو، اليابان. عاصمتها هي مدينة نارا.

## جغرافيا
محافظة نارا هي جزء من منطقة كانساي أو كينكي وتقع في وسط شبه جزيرة كي على النصف الغربي من جزيرة هونشو.

## توأمة
لنارا (محافظة) اتفاقيات توأمة مع كل من:
- شنشي (2 سبتمبر 2011 - )[4]
- تشنغتشونغ الجنوبية (26 أكتوبر 2011 - )[4]
- كانتون برن (17 أبريل 2015 - )[5]

## أعلام
- شوتوكو تايشي